# Cardiff City FC
Cardiff City Football Club (galeză Clwb Pêl-droed Dinas Caerdydd) este un club de fotbal din Cardiff, Țara Galilor, care evoluează în Football League One. Cardiff City joacă meciurile de acasă pe Cardiff City Stadium. Până în mai 2009, Cardiff a jucat pe stadionul Ninian Park.
Cardiff City a fost fondat în 1899 de Bartley Wilson și este singurul club non-englez care a câștigat toate cele trei competiții majore (Premier League, Cupa FA și Cupa Ligii.) Ei au câștigat Cupa FA în 1927, după un deceniu când a devenit unul din cele mai puternice cluburi din liga engleză, terminând pe locul secund în sezonul 1923-24 și pierzând cu scorul de 1–0 cu Sheffield United în finala Cupei FA din 1925. Cardiff City a câștigat Cupa Țării Galiei de multe ori. Din postura de câștigătoare a cupei în sezonul 1966–67, echipa a intrat în Cupa Cupelor UEFA, ajungând până în semifinalele acesteia în sezonul 1967–68.
Istoria clubului în anii recenți nu a fost cu succes dar clubul a progresat în ultimele sezoane. În 1986, ei au retrogradat în a patra divizie engleză de fotbal și în următorii 14 ani a promovat în a treia ligă de 3 ori. În 1996 au retrogradat din nou de pe ultimul loc. Totuși, victoria din play-offul pentru Premier League din 2003 i-a adus în prima ligă; În sezonul 2008–09 nu au reușit să se califice la play-offul pentru Premier League, fiind întrecută la golaveraj de echipa Preston FC în ultima etapă a sezonului. Cardiff City a ajuns până în finala Cupei Angliei în 2008, fiind învinsă cu scorul de 1-0 de echipa Portsmouth F.C..

## Lotul actual
Din 19 iulie 2019
| Nr. |                   | Poziție | Jucător                 |
| --- | ----------------- | ------- | ----------------------- |
| 1   | Filipine          | P       | Neil Etheridge          |
| 2   | Anglia            | F       | Lee Peltier             |
| 3   | Anglia            | F       | Joe Bennett             |
| 4   | Anglia            | F       | Sean Morrison (căpitan) |
| 6   | Țara Galilor      | F       | Jazz Richards           |
| 8   | Anglia            | M       | Joe Ralls               |
| 9   | Anglia            | A       | Danny Ward              |
| 11  | Anglia            | M       | Josh Murphy             |
| 12  | Anglia            | P       | Alex Smithies           |
| 13  | Scoția            | M       | Callum Paterson         |
| 14  | Anglia            | A       | Bobby Reid              |
| 15  | Curaçao           | M       | Leandro Bacuna          |
| 16  | Anglia            | F       | Matthew Connolly        |
| 18  | Republica Irlanda | F       | Greg Cunningham         |
| 19  | Anglia            | M       | Nathaniel Mendez-Laing  |

| Nr. |                   | Poziție | Jucător         |
| --- | ----------------- | ------- | --------------- |
| 20  | Franța            | M       | Loïc Damour     |
| 22  | Coasta de Fildeș  | F       | Sol Bamba       |
| 24  | Anglia            | A       | Gary Madine     |
| 28  | Republica Irlanda | P       | Brian Murphy    |
| 30  | Anglia            | A       | Omar Bogle      |
| 33  | Canada            | M       | Junior Hoilett  |
| 35  | Țara Galilor      | M       | James Waite     |
| 36  | Țara Galilor      | F       | Cameron Coxe    |
| 37  | Anglia            | F       | Ciaron Brown    |
| 39  | Țara Galilor      | M       | Lloyd Humphries |
| —   | Anglia            | A       | Lee Tomlin      |
| —   | Anglia            | P       | Joe Day         |
| —   | Țara Galilor      | M       | Will Vaulks     |
| —   | Anglia            | F       | Curtis Nelson   |
| —   | Anglia            | F       | Aden Flint      |

## Jucători notabili
Jucătorii care au jucat la echipa națională sunt scriși îngroșat. 

### Jucători cu peste 200 de meciuri în ligă pentru Cardiff City
| - Phil Dwyer 531 - Don Murray 483 - Tom Farquharson 481 - Peter King 431 - Ron Stitfall 421 - Fred Keenor 414 - Billy Hardy 408 - Alan Harrington 381 - Jack Evans 356 - Alf Sherwood 372 |  | - Len Davies 339 - Jason Perry 338 - Scott Young 333 - Colin Baker 328 - Roger Gibbins 324 - Billy Baker 308 - Derek Sullivan 285 - Damon Searle 278 - Cohen Griffith 275 - Jimmy Nelson 271 |  | - Gary Bell 265 - John Buchanan 231 - Joe Ledley 215 - Neil Alexander 213 - Carl Dale 211 - David Carver 210 - Barrie Hole 208 - Graham Vearncombe 208 - Brian Walsh 206 - Brian Clark 203 |  |

### Jucători cu peste 100 de meciuri în ligă pentru Cardiff City
| - Ivor Allchurch - Jimmy Blair - Nathan Blake - Jason Bowen - Alan Curtis - Robert Earnshaw - Jeff Eckhardt - George Edwards - Hughie Ferguson - Danny Gabbidon - David Giles - Jimmy Gill |  | - Wilf Grant - Ron Howells - Roger Johnson - Barrie Jones d end}}* Graham Kavanagh - Andy Legg - Arthur Lever - John Lewis - Glenn Loovens - George McLachlan - Leighton Phillips |  | - Chris Pike - Gil Reece - Ian Rodgerson - Fred Stansfield - Derek Tapscott - Peter Thorne - John Toshack - Nigel Vaughan - Peter Whittingham - Bob Wilson - Bobby Woodruff |  |

### Alți jucători notabili
Criteriu de includere: Meciurile pentru echipa național.
| - John Charles - Mel Charles - James Collins - Ernie Curtis - Willie Davies - Steve Derrett - Herbie Evans - Trevor Ford - Gerry Francis |  | - Chris Gunter - Ron Hewitt - Gerry Hitchens - Sam Irving - Ken Jones - Jimmy McCambridge - Graham Moore - Stan Richards |  | - Peter Rodrigues - Peter Sayer - Tom Sloan - Phil Stant - Tony Vidmar - Tony Villars - Tom Watson - George Wood |  |

### Echipa anului
Următorii jucători au fost incluși în  PFA Echipa anului pe când jucau pentru Cardiff City :
- 1998 Jon Hallworth
- 2003  Graham Kavanagh,  Robert Earnshaw (A doua divizie)
- 2004  Danny Gabbidon,  Robert Earnshaw (Prima divizie)
- 2007  Michael Chopra (Championship)
- 2009  Joe Ledley,  Roger Johnson (Championship)

### 100 de legende alePremier League
- Ivor Allchurch
- John Charles

### Casa faimei sportului galez
| - Ivor Allchurch - John Charles - Trevor Ford - George Latham - Fred Keenor - Alf Sherwood - John Toshack |

## Istoricul antrenorilor
| Nume                                         | Naționalitate     | De la | La      |
| -------------------------------------------- | ----------------- | ----- | ------- |
| Davy McDougall                               | Scoția            | 1910  | 1911    |
| Fred Stewart                                 | Anglia            | 1911  | 1933    |
| Bartley Wilson                               | Anglia            | 1933  | 1934    |
| Ben Watts-Jones                              | Țara Galilor      | 1934  | 1937    |
| Bill Jennings                                | Țara Galilor      | 1937  | 1939    |
| Cyril Spiers                                 | Anglia            | 1939  | 1946    |
| Billy McCandless                             | Irlanda de Nord   | 1946  | 1948    |
| Cyril Spiers                                 | Anglia            | 1948  | 1954    |
| Trevor Morris                                | Țara Galilor      | 1954  | 1958    |
| Bill Jones                                   | Țara Galilor      | 1958  | 1962    |
| George Swindin                               | Anglia            | 1962  | 1964    |
| Jimmy Scoular                                | Scoția            | 1964  | 1973    |
| Lew Clayton (interimar)                      | Anglia            | 1973  | 1973    |
| Frank O'Farrell                              | Republica Irlanda | 1973  | 1974    |
| Jimmy Andrews                                | Scoția            | 1974  | 1978    |
| Richie Morgan                                | Țara Galilor      | 1978  | 1981    |
| Graham Williams                              | Țara Galilor      | 1981  | 1982    |
| Len Ashurst                                  | Anglia            | 1982  | 1984    |
| Jimmy Goodfellow & Jimmy Mullen (intermimar) | Anglia · Anglia   | 1984  | 1984    |
| Jimmy Goodfellow                             | Anglia            | 1984  | 1984    |
| Alan Durban                                  | Țara Galilor      | 1984  | 1986    |
| Jimmy Mullen (interimar)                     | Anglia            | 1986  | 1986    |
| Frank Burrows                                | Scoția            | 1986  | 1989    |
| Len Ashurst                                  | Anglia            | 1989  | 1991    |
| Eddie May                                    | Anglia            | 1991  | 1994    |
| Terry Yorath                                 | Țara Galilor      | 1994  | 1995    |
| Eddie May                                    | Anglia            | 1995  | 1995    |
| Kenny Hibbitt                                | Anglia            | 1995  | 1996    |
| Phil Neal                                    | Anglia            | 1996  | 1996    |
| Kenny Hibbitt (interimar)                    | Anglia            | 1996  | 1996    |
| Russell Osman                                | Anglia            | 1996  | 1998    |
| Kenny Hibbitt (interimar)                    | Anglia            | 1998  | 1998    |
| Frank Burrows                                | Scoția            | 1998  | 2000    |
| Billy Ayre                                   | Anglia            | 2000  | 2000    |
| Bobby Gould                                  | Anglia            | 2000  | 2000    |
| Alan Cork                                    | Anglia            | 2000  | 2002    |
| Lennie Lawrence                              | Anglia            | 2002  | 2005    |
| Dave Jones                                   | Anglia            | 2005  | prezent |

## Recorduri
- Numărul maxim de spectatori la un meci: 62.634. Țara Galilor vs. Anglia. 17 octombrie 1959
- Numărul maxim de spectatori la un meci al clubului: 57.893 vs. Arsenal
- At CCS: 25,630 vs. Newcastle United
- Anul fondării: 1899 (ca Riverside A.F.C.)
- Foste denumiri: 1899 Riverside A.F.C.; 1902 Riverside Albion; 1908 Cardiff City
- Foste stadioane: Ninian Park, Riverside, Sophia Gardens, Old Park și Fir Gardens până în 1910
- Record Transfer fee paid: £3,000,000 Michael Chopra 4 July 2009.[4]
- Jucătorul transferat pe cea mai mare sumă: £5,000,000 Michael Chopra și Roger Johnson.

## Titluri
Premier League
- Locul 2: - 1923-24

A doua ligă
- Locul 2: - 1920-21, 1951-52, 1959-60
- Câștigători ai play-offului: - 2002-03

A treia divizie Sud
- Campioni: - 1946-47

A treia divizie
- Campioni: - 1992-93
- Locul 2: - 1975-76, 1982-83

A patra divizie
- Locul 2: - 1987-88

A doua divizie
- Champions: - 1913

Cupa FA
- Campioni: - 1927
- Finaliști: - 1925, 2008

FA Community Shield
- Campioni: - 1927

Cupa Țării Galilor
- Campioni: - 1912, 1920, 1922, 1923, 1927, 1928, 1930, 1956, 1959, 1964, 1965, 1967, 1968, 1969, 1970, 1971, 1973, 1974, 1976, 1988, 1992, 1993

FAW Premier Cup
- Campioni: - 2002

FAW Welsh Youth Cup
- Campioni: - 1990, 1995, 1998, 2000, 2001, 2002, 2004, 2006
- Locul 2: - 1992, 2005, 2008

FAW Invitation Cup
- Locul 2: - 1998

Cupa Centenară
- Campioni: - 1999

Algarve Challenge Cup
- Campioni: - 2008

VansDirect Cup
- Campioni: - 2008